# Changnyeong WFC
Changnyeong WFC (koreanisch 창녕 WFC) ist ein Fußballfranchise aus Changnyeong, Südkorea. Das Franchise tritt in der WK League, der höchsten Frauenfußballspielklasse Südkoreas, an.

## Geschichte
Gegründet wurde das Franchise Anfang 2018, nachdem der Verein Icheon Daekyo WFC aufgelöst worden war. Als Trainer wurde Shin Sang-uh vorgestellt.

### Gegenwart
In ihrer Premierensaison, kam der Verein nicht über den letzten Tabellenplatz hinaus und beendete diese auch auf diesen Platz. Im Vereinspokal schnitten sie besser ab. Dank dem 3:0-Sieg über Daegu WFC errang der Verein in der Gruppenphase den 2. Platz und qualifizierte sich somit für das Viertelfinale. Dort trafen sie auf Gumi Sportstoto, welchen sie allerdings mit 0:5 unterlagen. Im Ligapokal schied der Verein schon in der 1. Runde an Suwon UDC WFC, mit 2:4 aus.
Die darauffolgende Spielzeit verlief nicht besser: der Verein beendete die Spielzeit auf Platz 8 und wurde somit Letzter. Auch im Vereinspokal kam der Verein nicht weit: Dort schied man in der Gruppenphase aus. Auch im Ligapokal schied man im Viertelfinale gegen Seoul WFC mit 2:3 in der ersten Runde aus.

### Historien-Übersicht
| Saison | Liga      | Kl. | Vereine | Spiele | Pl. | S | U | N  | Tore  | Pkt. | Vereinspokal  | Ligapokal     | WK-League-Play-offs | Trainer      |
| ------ | --------- | --- | ------- | ------ | --- | - | - | -- | ----- | ---- | ------------- | ------------- | ------------------- | ------------ |
| 2018   | WK League | 1   | 8       | 28     | 8.  | 3 | 3 | 22 | 30:80 | 12   | Viertelfinale | Viertelfinale | Nicht qualifiziert  | Shin Sang-uh |
| 2019   | WK League | 1   | 8       | 28     | 8.  | 1 | 6 | 21 | 15:71 | 9    | Gruppenphase  | Viertelfinale | Nicht qualifiziert  | Shin Sang-uh |
| 2020   | WK League | 1   | 8       | 21     | 5.  | 7 | 5 | 9  | 33:41 | 26   |               |               | Nicht qualifiziert  | Shin Sang-uh |
| 2021   | WK League | 1   | 8       | 21     | 8.  | 1 | 6 | 14 | 19:47 | 9    |               |               | Nicht qualifiziert  |              |
| 2022   | WK League | 1   | 8       | 21     | 7.  | 5 | 1 | 15 | 20:42 | 16   |               |               | Nicht qualifiziert  |              |
| 2023   | WK League | 1   | 8       | 21     | 8.  | 3 | 5 | 13 | 15:37 | 14   |               |               | Nicht qualifiziert  |              |

## Stadion
Ihre Heimspiele trägt die Mannschaft im Changnyeong-Sportpark aus.